# 聲明/Still Alive
《聲明/Still Alive》是B'z第53张单曲。

## 簡介
- 與上一張單曲《RED》相隔2年的新作。
- 本單曲將分為通常盤、初回限定盤和B'z x UCC盤三種版本發售。
- 自第46張單曲《一部分與全部/DIVE》後，第三張有雙主打歌的單曲。
- 收錄數字下載單曲《世界將成為你的顏色》和《吹起風暴吧》兩首歌曲。
- 最終銷量約15.8萬張。

## 收錄曲

### CD
1. （世界將成為你的顏色）
2. （吹起風暴吧）

### DVD
1. 「Still Alive」MUSIC VIDEO

## 製作人員
- 松本孝弘：吉他・全曲作曲・編曲
- 稻葉浩志：主唱・全曲作詞・編曲
- YUKIHIDE "YT" TAKIYAMA：編曲(#1)
- 寺地秀行：編曲(#2.3.4)
- Tommy Clufetos：鼓（#1)
- Shane Gaalaas：鼓(#2)
- Jason Sutter：鼓(#3.4)
- Chris Chaney：貝斯(#1)
- Travis Carlton：貝斯(#2)
- Sean Hurley：貝斯(#3)
- Juan Alderete：貝斯(#4)
- Jeff Babko：鍵盤(#1.3)
- Lenny Castro：打擊樂器(#1)
- 石川寛子 with Lime Ladies Orchestra ：弦樂器(#3)

## 主題曲
- UCC 「BLACK無糖黑咖啡」廣告曲 （#1）
- TBS系連續劇『A LIFE〜深愛的人〜』主題歌 （#2）
- TBS『イベントGO！』6月度片頭曲（#2）
- TBS系『有田ジェネレーション』6・7月度片尾曲（#2）
- TBS系『ランク王国』6・7月度片頭曲（#2）
- 東寶系電影『名偵探柯南：純黑的惡夢』主題歌 （#3）
- 讀賣電視台・日本電視台系動畫『名偵探柯南』主題曲 （#3）
- 東映系電影『疾風迴旋曲』主題歌 （#4）

## 外部連結
- UCC×B'zタイアップ曲ストリーミングWキャンペーンサイト

1. ↑  . Billboard JAPAN. 2017-06-19  [2017-06-19]. （原始内容存档于2017-06-24）.
2. ↑  Billboard Japan Top Singles Sales Year End 2017年 （页面存档备份，存于） Billboard JAPAN 2017年12月21日閲覧